# Långören (Vaasa)
Långören est une île du nord Kvarken à Vaasa en Finlande,.

## Géographie
Långören est en partie reliée à l'île de Äspskäret au sud.